# First Date (песня 50 Cent)
«First Date» — песня американского рэпера 50 Cent при участии Too Short, выпущенная 3 октября 2012 года. Трек был выпущен в магазине iTunes Store и на Amazon.com. Клип на песню был снят в Вашингтоне, округ Колумбия, 8 октября 2012 года, где 50 Cent сделал кастинг для девушек-моделей, чтобы отснять их в своём видео. 7 ноября 2012 года, 50 Cent выпустил трейлер клипа на своём канале в YouTube.

## Чарты
| Чарт (2012)                           | Пик позиция |
| ------------------------------------- | ----------- |
| США (Billboard Hot R&B/Hip-Hop Songs) | 48          |

## История релиза
| Страна | Дата            | Формат               | Лейбл                        |
| ------ | --------------- | -------------------- | ---------------------------- |
| США    | 3 Октября, 2012 | Цифровая дистрибуция | Shady, Aftermath, Interscope |